# VBCI
VBCI ili punim nazivom Véhicule Blindé de Combat d'Infanterie je francusko borbeno oklopno vozilo na kotačima, odnosno oklopno borbeno vozilo pješaštva, koje je dizajnirano kao zamjena za AMX-10P.
Francuska je planirala da 2008. u aktivnu vojnu službu uđe 550 borbenih vozila (VBCI/VCI) i 150 komandnih vozila (VBCI/VPC).
Od drugih zemalja, Španjolska je pokazala interes o kupnji ovih oklopnih borbenih vozila (VBCI model).
Véhicule Blindé de Combat d'Infanterie izgrađen je na aluminijskom trupu na kojem se nalazi modularni THD čelik i titanski oklop. Titanski oklop može biti zamjenjiv. Ovo vozilo s pogonom 8x8 dizajnirano je kako bi bilo mnogo ugodnije i znatno jeftinije nego gusjeničarsko vozilo, a jer je VBCI izgrađen na šasiji Leclerc tenka, ima mnogo više mobilnosti.
Također, ovo vozilo dizajnirano je za mogućnost avionskog transporta pomoću Airbus A400M teretnog zrakoplova.
Prazno vozilo ima težinu od 18 tona, dok vozilo s punim teretom teži do 28 tona.
Temeljni cilj ovog vozila je siguran transport vojnika do vatrene zone i njihov kasnije povratak istim.

## Povijest
Početkom 1990-ih godina, francuska Vlada pokrenula je program VBM (fra. Véhicule Blindé Modulaire, hrv. modularno oklopno vozilo), kao zamjenu za stara oklopna borbena vozila. Uskoro su se Njemačka i Sjedinjene Države priključile u taj projekt. Međutim, 1999. program je došao u "slijepu ulicu", partneri su se povukli, no Francuska je odlučila slijediti svoj program.
Dana 6. studenog 2000. francuska Vlada naručila je 700 vozila. zahvaljujući čime je program nastavio s radom. Tokom 2003. i 2004. program je "doživio" temeljne prekretnice. Naime testovi mobilnosti / agilnosti, oklopa i elektroničkih sustava dali su odlične rezultate.
Tokom 2004. i 2005. prvih pet prototipova (4 VCI i 1 VPC) testirani su u realnim uvjetima. Testovi su pokazali neke krucijalne pogreške na dizajnu DRAGAR kupole, zbog čega je došlo do redizajna iste. Tako su dvije godine zakašnjenja u programu bile posljedica ispravljanja uočenih nedostataka.
Kada je program dolazio svojem kraju, započele su izrade studija o drugim modelima. Minobacačka verzija VBCI vozila koristi MILAN projektile. Međutim, nijedna takva verzija dosad nije razvijena, no provode se studije o njenoj izvedenosti. U lipnju 2007., francuski konstruktori "savjetovali" su se s britanskim FRES programom.
Od 2010. naručeno je 630 VBCI vozila ukupne vrijednosti 2,86 mljrd. eura. Francuskoj vojsci je 23. lipnja 2010. dostavljeno 200 VBCI vozila. Prva jedinica koja će biti opremljena s ovim novim oklopnim vozilom bit će 35. pješačka pukovnija u Belfortu.

## Usporedba sa sličnim vozilima
Donja tablica prikazuje usporedbu VBCI vozila s drugim modernim borbenim oklopnim vozilima na kotače.
|                                 | Fahd-280-30                 | BTR-3U                        | VBCI                          | LAV-25                     | WZ551                         | BTR-90                         |
| ------------------------------- | --------------------------- | ----------------------------- | ----------------------------- | -------------------------- | ----------------------------- | ------------------------------ |
| Težina                          | 10.9 tona                   | 16.4 tona                     | 26 tona                       | 12.8 tona                  | 12.5 tona                     | 20.9 tona                      |
| Primarno naoružanje             | 30 mm automatski top 2A42   | 30 mm top                     | 25 mm NATO top                | M242 top                   | Automatski top                | 30 mm automatski top 2A42      |
| Sekundarno naoružanje           | 7.62 mm FN MAG strojnica    | 7.62 mm koaksijalna strojnica | 7.62 mm koaksijalna strojnica | 7.62 mm M240 strojnica     | 7.62 mm koaksijalna strojnica | 7.62 mm PKT strojnica          |
| Projektilno naoružanje (raspon) | 9M113 Konkurs (70 - 4000 m) | 9M113 Konkurs (70 - 4000 m)   | -                             | -                          | -                             | AT-5 Spandrel (70-4000 metres) |
| Max. cestovni raspon            | 700 km (430 milja)          | 600 km (370 milja)            | 750 km (470 milja)            | 660 km (410 milja)         | 800 km (500 milja)            | 800 km (500 milja)             |
| Max. cestovna brzina            | 100 km/h (62 mph)           | 85 km/h (53 mph)              | 100 km/h (62 mph)             | 100 km/h (62 mph)          | 85 km/h (53 mph)              | 100 km/h (62 mph)              |
| Kapacitet (max.)                | 3 člana posade + 7 vojnika  | 3 člana posade + 6 vojnika    | 2 člana posade + 9 vojnika    | 3 člana posade + 6 vojnika | 3 člana posade + 9 vojnika    | 3 člana posade + 9 vojnika     |

## Verzije
Postoje dvije verzije VBCI vozila:
- VCI (borbeno vozilo pješaštva): vozilo može prevoziti članove posade i 9 vojnika. Vozilo je naoružano s Dragar topom srednjeg kalibra koji izbacuje streljivo od 25 mm, te strojnicom kalibra 7,62 mm.
- VPC (zapovjedno vozilo): vozilo može prevoziti članove posade i 7 vojnika. Vozilo je naoružano sa strojnicom kalibra 12,7 mm.

Zajedničke značajke obje verzije su SIT (fra. Système d’Information Terminal) komunikacijski sustav, oprema za borbenu identifikaciju i NBC oprema za otkrivanje i zaštitu.

## C4ISR
VBCI vozilo u potpunosti je integrirano s C4ISR sposobnostima. C4ISR je engleska oznaka u vojsci koja označava da neko vojno vozilo, avion ili drugi dio vojne opreme ima mnogo, za vojnika važnih karakteristika. Tako oznaka C4 u prijevodu s engleskog označava (u ovom kontekstu) da vozilo ima mogućnosti komandnog, kontrolnog, komunikacijskog i računalnog vozila. Pod terminom "računalno vozilo" smatra se da je takvo vozilo opremljeno informacijskim tehnologijama. Oznaka ISR označava da vozilo može vršiti poslove izviđanja, nadzora i pronalaska mete.
Verzija VCI imat će SIT karakteristike, odnosno najnižu razinu C4ISR. Najvišu razinu imat će verzija VPC.
Vozila su maskirana na temelju francuskog FÉLIN sustava kamuflaže.

## DRAGAR oklop
Tvrtka GIAT proizvođač je DRAGAR kupole koje ovo oklopno vozilo koristi. Kupola je modularne konstrukcije, a na nju je montiran stabilizirajući top koja koristi 25 mm streljivo. Vatreni sustav izbacuje metke brzinom od 400 metaka u minuti. Takvi metci, kalibra 25 mm, koriste se u borbi protiv neprijateljskog ljudstva i oklopnih vozila. Učinkovitost se može povećati dodavanjem eksploziva u streljivo.
Kao sekundarno oružje, na kupolu je montirana koaksijalna 7,62 mm strojnica za blisku obranu i Galix sustav za izbacivanje granata.
Upravljanje paljbom postiže se pomoću laserskog daljinomjera i toplinske kamere. Kupola je dovoljno jaka da omogući zaštitu posade od zračnih napada.

## Vidjeti također
- Patria AMV

## Vanjske poveznice
- www.janes.com
- www.nexter-group.fr
- www.chars-francais.net  Arhivirana inačica izvorne stranice od 16. prosinca 2005. (Wayback Machine)
- www.defense-update.com  Arhivirana inačica izvorne stranice od 11. siječnja 2006. (Wayback Machine)